# Radicule
Cet article possède un paronyme, voir Ridicule.

Diagramme d'un germe de haricot.

En botanique, la radicule est la forme embryonnaire de la racine principale d'une plante. C'est la première partie de la plantule à émerger de la graine lors de la germination. Elle pousse vers le haut et non vers le bas  (géotropisme positif), à partir de l'hypophyse. Au-dessus de la radicule, se trouve l'hypocotyle, qui porte les cotylédons.

## Les radicules et l'intelligence végétale
En conclusion de son livre Le pouvoir du mouvement chez les plantes (en) publié en 1880, Charles Darwin écrit : « Il n'est guère exagéré de dire que l'extrémité de la radicule ainsi dotée, et ayant le pouvoir de diriger les mouvements des parties contiguës, agit comme le cerveau des animaux inférieurs ». Ses observations et sa comparaison ne sont pas acceptés par les éminents botanistes de l'époque, avec en tête Julius von Sachs. Le botaniste Stefano Mancuso va dans le sens que Darwin. Il écrit en 2015 dans Brilliant Green : « Les études les plus récentes du monde végétal ont démontré que les plantes sont sensibles (et donc sont douées de sens), qu’elles communiquent (entre elles et avec les animaux), dorment, se souviennent et peuvent même manipuler d'autres espèces. Elles peuvent être décrites comme intelligentes ». Cette vision des plantes sensibles et intelligentes est très controversée au sein de la communauté des biologistes spécialistes du monde végétal. Ainsi, en 2008, 36 biologistes européens et nord-américains signent un manifeste Plant neurobiology: no brain, no gain? pour dénoncer l’emploi de l'expression « neurobiologie végétale » qui sous-entendrait une intelligence des plantes.